# مسجدمحله
مسجدمحله (به لاتین: Məscidməhəllə) یک منطقهٔ مسکونی در جمهوری آذربایجان است که در شهرستان آستارا واقع شده‌است.

## جمعیت
مسجدمحله ۱٬۰۴۶ نفر جمعیت دارد.